# Łężna Dziura

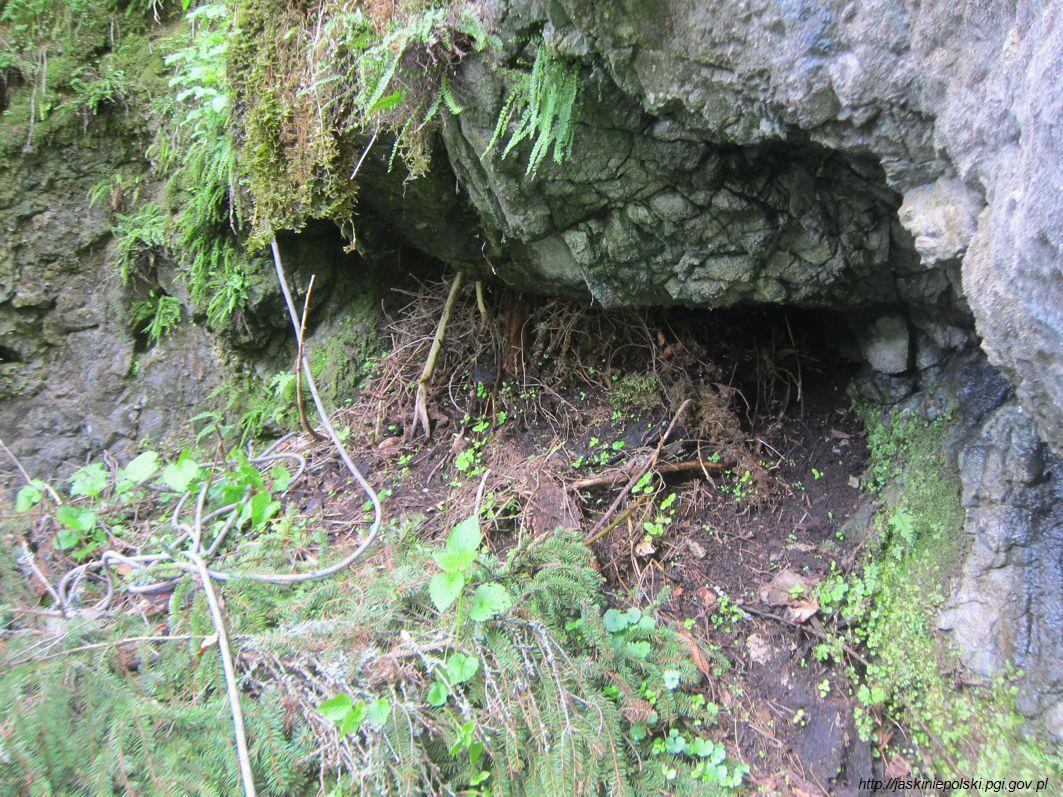
Otwór dolny jaskini

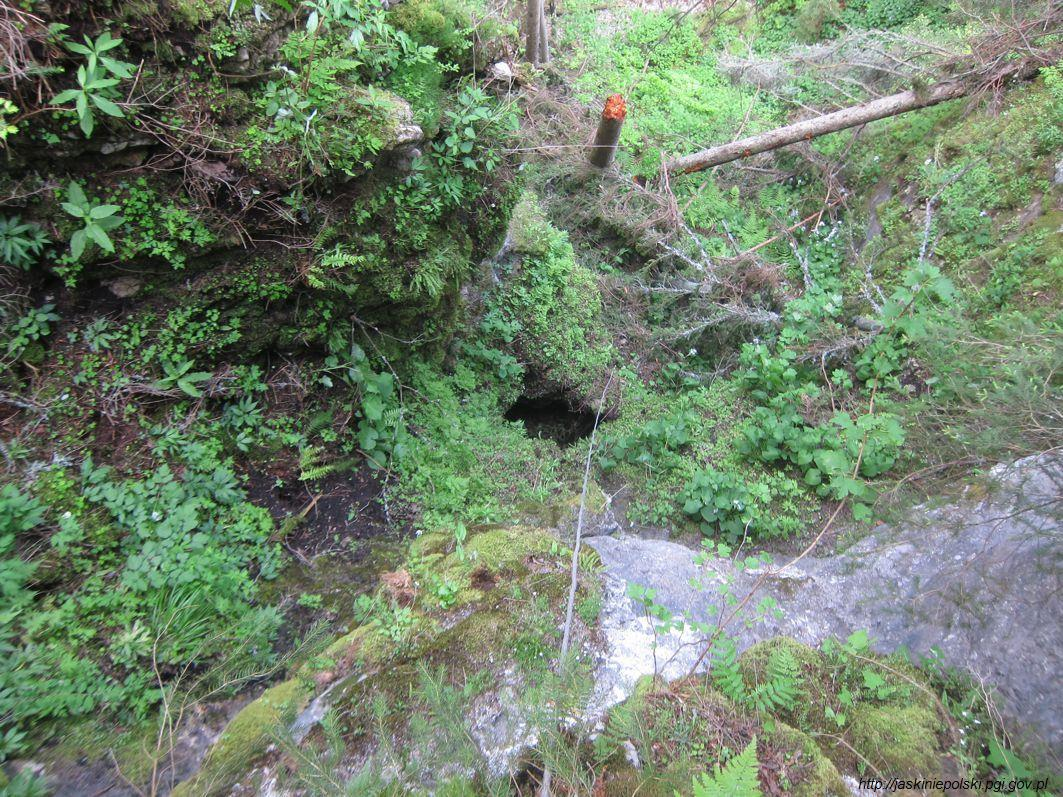
Otwór górny jaskini

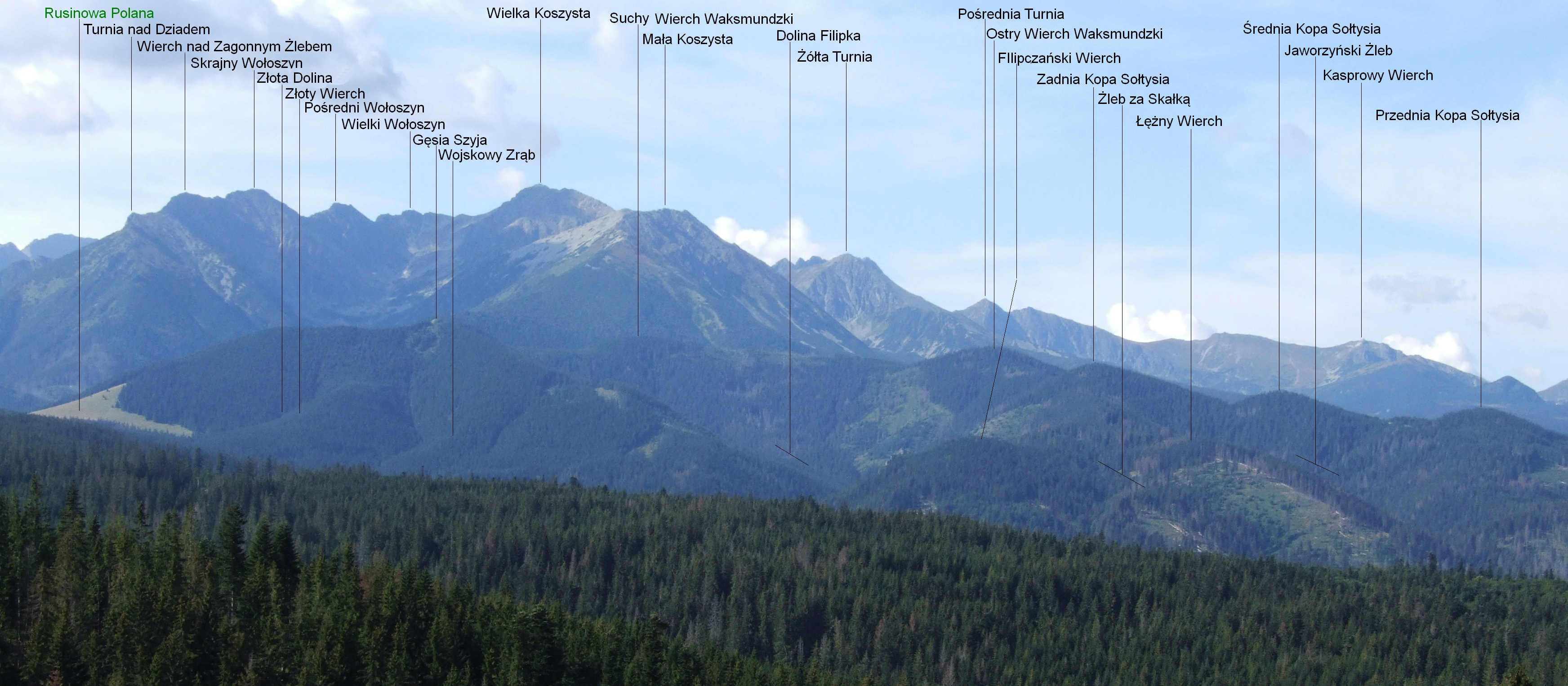
Widok z Głodówki. Na prawo Jaworzyński Żleb

Łężna Dziura – jaskinia, a właściwie schronisko, w Dolinie Łężnej w Tatrach Wysokich. Ma dwa otwory wejściowe znajdujące się w ścianie Jaworzyńskiego Żlebu, w pobliżu Groty w Jaworzyńskim Żlebie i Schronu przy Grocie w Jaworzyńskim Żlebie, poniżej Zbójnickiej Kapliczki, na wysokościach 984 i 987 metrów n.p.m. Długość jaskini wynosi 6,6 metrów, a jej deniwelacja 2,7 metrów.

## Opis jaskini
Jaskinię tworzy niewielka sala do której można dostać się przez dwa otwory: dolny i górny (jest to właściwie jeden otwór przedzielony mostem skalnym).

## Przyroda
W jaskini można spotkać nacieki grzybkowe. Na ścianach rosną mchy i porosty.

## Historia odkryć
Jaskinię zbadał oraz sporządził jej plan i opis F. Filar w 2016 roku.